# Borutta
Borutta (en sardo: Borùta) es un municipio de Italia de 318 habitantes en la provincia de Sassari, región de Cerdeña.

## Evolución demográfica
| Gráfica de evolución demográfica de Borutta entre 1861 y 2001 |
|                                                               |
| Fuente ISTAT - elaboración gráfica de Wikipedia               |